# ريفولفر أوسلات
ريفولفير أوسلوت (بالإنجليزية: Revolver Ocelot)‏ ويعرف أيضاً باسم شالاشاسكا وأوسلوت فقط هو إحدى الشخصيات خيالية من لعبة ميتال غير على أجهزة البلاي ستيشن والاكس بوكس الأول والثاني والثالث ظهر في اجزاء اللعبة الأربعة التي صدرت على البلاي ستيشن ويعتبر أحد أهم الشخصيات في اللعبة.

## قصته

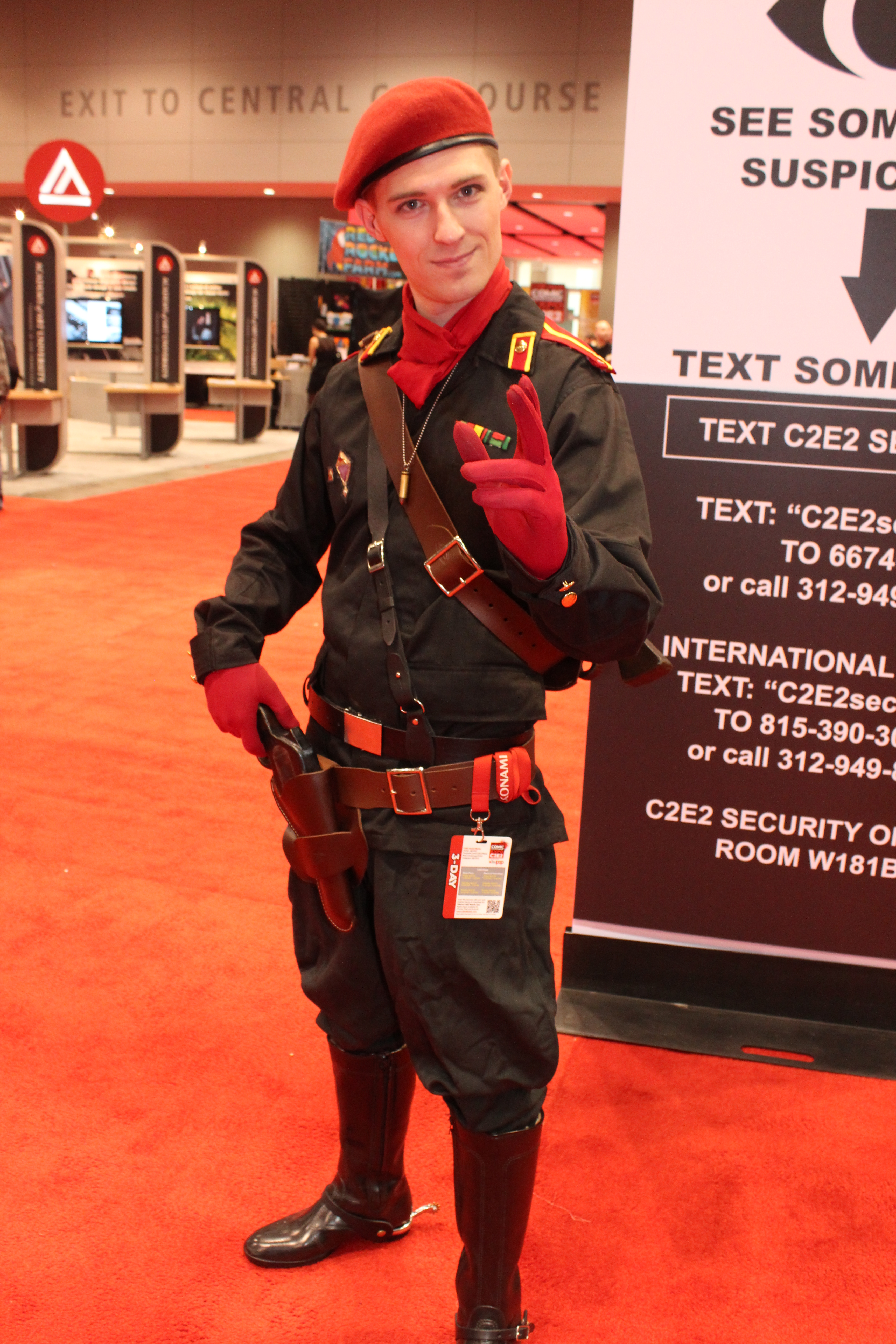
كوسبلاي

تعتبر الشخصية من الشخصيات المهمة في اللعبة وذات دور مهم في اللعبة هو ابن لشخصية ذا بوس التي ظهرت بالجزء الثالث من اللعبة ووالده هو ذا سورو وكلاهما متوفي حالياً.
التقى بشخصية بيج بوس في الجزء الثالث وقد ساهمت الشخصية في تكوين شخصية اوسيلوت على المدى الطويل فبعد العداوة في البداية أصبح الاثنان صديقان. وكما انه كان هو أحد مؤسسي منظمة الباتريوتس (الوطنيون) وقاتل لصالح البيج بوس إلى النهاية حتى انه ظهر بالجزء الرابع من لعبة ميتل غير سوليد بشخصية ليكويد (أخو سوليد سنيك التوأم) وقد تبين بأنه اقتبس دور الشخصية متعمداً وذلك عن طريق النانو مشينز والجلسات النفسية.